# Одесса (Техас)
Оде́сса (англ. Odessa) — город в США, расположенный в западно-центральной части штата Техас, окружной центр округа Эктор.
Население — 110 720 чел. по оценке на 2014 год. Вместе с Мидлендом составляет агломерацию «Мидленд—Одесса», численность которой в совокупности составляет 241 316 чел. по оценке на 2004 год.
Центр нефтедобывающей и нефтеперерабатывающей промышленности. Крупный транспортный пункт федеральной трассы № 20.
В городе находится Техасский университет Пермского бассейна.

## История
Одесса была основана в 1881 году как перевалочный пункт на Техасско-Тихоокеанской железной дороге. Название «Одесса» было выбрано для «будущего города» в честь Одессы, тогдашнего процветающего и широко известного пшенично-семенного центра и морского порта, на юге Российской империи. Первое почтовое отделение открылось в 1885 году. Одесса стала уездным центром округа Эктор в 1891 году, когда тот был создан. Она была включена в округ Эктор как город в 1927 году после того, как на ранчо Коннелл к юго-западу от Одессы была обнаружена нефть.
С открытием месторождения Пенн в 1929 году и месторождения Кауден в 1930 году нефть стала главной достопримечательностью для новых жителей. В 1925 году население составляло всего 750 человек; к 1929 году оно выросло до 5000 человек. В течение оставшейся части 20-го века население и экономика города быстро росли во время каждой из череды нефтяных бумов (примерно в 1930—1950-х, 1970-х и 2010-х годах), часто с сопутствующим сокращением во время последующих спадов (особенно в 1960-е годы и 1980-е годы).

## Климат
Климат в Одессе — субтропический, с прохладной сухой зимой и жарким сухим летом. Из осадков преобладает дождь, но в январе возможен и снег, хотя для этого города это считается редким явлением. В городе преобладают в основном южные ветра из Мексики, чему способствует сухая погода. Но также возможны и северные ветра из Канады, они приносят зимой в город прохладу и временами даже снег.
| Показатель              | Янв.  | Фев.  | Март | Апр. | Май  | Июнь | Июль | Авг. | Сен. | Окт. | Нояб. | Дек. | Год   |
| ----------------------- | ----- | ----- | ---- | ---- | ---- | ---- | ---- | ---- | ---- | ---- | ----- | ---- | ----- |
| Абсолютный максимум, °C | 32,7  | 36,6  | 37,2 | 38,3 | 45,0 | 44,4 | 43,3 | 42,2 | 43,3 | 38,8 | 31,1  | 29,4 | 45,0  |
| Средний максимум, °C    | 14,1  | 16,1  | 21,0 | 26,7 | 31,2 | 34,8 | 34,3 | 34,1 | 30,1 | 24,6 | 18,6  | 14,1 | 25,0  |
| Средняя температура, °C | 7,8   | 9,7   | 14,2 | 19,5 | 24,2 | 28,1 | 28,2 | 28,1 | 24,3 | 18,7 | 12,5  | 8,0  | 18,6  |
| Средний минимум, °C     | 1,5   | 3,3   | 7,3  | 12,3 | 17,2 | 21,4 | 22,2 | 22,1 | 18,5 | 12,8 | 6,5   | 1,8  | 12,2  |
| Абсолютный минимум, °C  | −16,6 | −20,5 | −7,2 | −2,7 | 0,5  | 10,0 | 13,3 | 11,6 | 6,1  | −1,1 | −11,6 | −15  | −20,5 |
| Норма осадков, мм       | 12    | 17    | 17   | 14   | 44   | 30   | 39   | 46   | 50   | 40   | 16    | 14   | 344   |
| Источник: NWS           |       |       |      |      |      |      |      |      |      |      |       |      |       |